# 酒井忠清
酒井忠清（日语：／ Sakai Tadakiyo，1624年11月29日—1681年7月4日），是江户时代前期的譜代大名。曾任江户幕府老中、大老。上野厩桥藩第四代藩主。酒井雅乐头系宗家第四代。德川幕府第四代将军德川家綱统治期间担任大老。酒井雅乐头系是德川家从三河时代以来的谱代名门，忠清的祖父正是其嫡流、出仕德川家康、德川秀忠、德川家光三代的酒井忠世。

## 生平

### 出生到老中时代
宽永元年(1624年)10月19日出生于酒井家江户屋敷，是酒井忠行的嫡长子。其童年时代的资料不多，据推测应该就在酒井家江户屋敷长大 。
宽永7年(1630年)1月26日，时任将军德川家光移驾忠清的祖父忠世的府邸，忠清因此得以见驾，并呈上金马代（充作贺礼的等值于名马身价的金钱），家光作为回礼赐予其来国光脇差。根据《東武実録》，同年1月29日大御所德川秀忠也曾移驾忠世府邸，彼时忠清献上了木质太刀和马代，而受到了国俊胁差的回礼。宽永9年(1632年)12月1日，忠清和弟弟忠能第一次去江户城拜见了将军家光 。
宽永13年(1636年)3月19日忠清的祖父忠世去世，同年11月17日其父亲忠行也相继去世。宽永14年(1637年)1月4日，忠清、忠能兄弟被允许继承祖上122,500石的遗领，其中忠清领有上野厩桥藩的10万石，分出其余22,500石为伊势崎藩，给予忠能。
宽永15年(1638年)出仕，任从五位下河内守。作为雅乐头家嫡流，被任命继承其父忠行的奏者番役职，修习武家故实，负责殿中的礼仪事务。同年忠清和忠能第一次前往上野封国。另外也是在这一年，土井利勝和酒井忠胜让其在重大场合登城，为忠清之后位极大老打下了铺垫。
宽永18年(1641年)德川幕府第三代将军家光的儿子家纲出生。忠清作为家光的近臣，跟幼年家纲接触时礼数周全，而忠能直接加入了家纲的家臣团。正保元年(1644年)12个月忠清与松平定綱之女鹤姬成婚。庆安元年(1648年)生长男忠明。鹤姬于庆安3年(1650年)去世。庆安4年(1651年)4月家光去世，8月家纲继任了将军职位，其下包括大老酒井忠胜、老中松平信綱、后见人保科正之、家臣团成员松平乘寿等。忠清继续担任奏者番役职，10月任左近卫权少将官职，放弃了雅乐头的头衔。

### 就任大老到晚年
家光死后，西之丸老中职位和本丸老中职位合二为一，承應2年(1653年)6月忠清就任老中，同时兼任其他职位。和忠清一同就任老中的还有松平信纲（老中首座），松平乘寿， 阿部忠秋等三人，组成了一个四人联署体制。承应3年(1654年)乘寿去世 直到万治元年(1658年)闰12月29日稲葉正則顶替其职位为止都是其余三人联署体制在运作。明曆元年(1655年)促成 池田光政之女富几和榊原政房的婚姻 。寬文4年(1664年)被免去加判一般奉书的职责。宽文6年(1666年) 2月2日忠清作为签署人之一发布诸国山川掟， 3月26日被免去加判老中奉书的职责，转任大老。随着保科正之和阿部忠秋的去世，权力集中在了忠清手中。忠清与新任老中久世廣之、土屋数直、板倉重矩等人一同辅佐将军家纲，其作为包括颁布了殉死禁止令，裁定了陆奥仙台藩62万石伊达家的伊达骚动宽文事件以及延寶年间越后高田藩的越后骚动等御家骚动。
延宝8年(1680年)1月， 加封上總國久留里2万石，采邑总计15万石，恢复了忠行时代的家格。同年5月家纲去世，8月家纲的异母弟纲吉就任征夷大将军。12月9日被命令去职养病，卸任大老职。
天和元年(1681年) 2月27日隐居，5月19日去世，享年58岁(满56岁)。下葬于龙海院（位于现在的群马县前桥市）。根据户田茂睡《御当代记》的记载，纲吉之所以要重新裁定越后骚动，是因为当初其改易高田藩的决定遭到了忠清的反对（忠清死后的6月21日纲吉再次裁定了越后骚动，并于6月26日改易了高田藩）。

## 人物相关

### “下马将军”
忠清被后世评价为类似于镰仓时代担任執權的北條氏一样的权臣。第四代将军家纲软弱无能，甚至被称为（“就这样吧”大人），忠清在就任大老后借机扩展个人权势。另外在伊达骚动题材的文学作品中，忠清被描述为勾结伊達宗勝的大恶人。酒井家在宽永13年(1636年)被赐予江户城大手門下马札附近牧野忠成的上屋敷。下马札类似于警戒区的概念，按照礼数，为尊重幕府权威从下马札开始就必须下马徒步而行。这一典故加上大老时期忠清滔天的权力，因此在忠清死后的纲吉年间忠清被俗称为“下马将军”。这一称号在《老子語録》、《見聞随筆》等史料中均有体现。在户田茂睡的《御当代记》中也有忠清被称为下马将军的记述。

### 宫将军拥立说
家纲病危时，忠清曾欲效仿镰仓时代的旧例，拥立与德川家・越前松平家有親缘关系的有栖川宮幸仁親王为宫将军，但遭到德川光圀和堀田正俊等人的反对，最终没有实现。忠清这么做的原因一说是出于对家纲的弟弟纲吉继承资质的质疑；一说是因为彼时家纲尚有怀孕的侧室，忠清想等到其生产。最早出现宫将军拥立说的史料一般认为是《德川實紀》。近年来历史学家辻达也有不同看法，认为也有可能是忠清失势后散播出来的留言 。
忠清和备前岡山藩主池田光政素来友善（忠清祖母和光政的母亲都是榊原康政的女儿），光政的日记中也记载了和忠清有关的事情。据池田家文书记载，宽文8年(1668年)光政曾向忠清提出过意见书。有说法认为意见书中指责了忠清的专横，但意见书一事并没有在光政日记中记载，这可能是跟同时代的其他谏言书混淆了 。

### 个性及评价
忠清是说话非常快的人。《百物頭》和《中村雑記》一类的落书中都有记载。
除了第四个孩子以外所有的子女都出自正妻，而且第四个孩子也是第一任正妻去世后鳏居期间生养的。历史作家海音寺潮五郎据此推测忠清在家庭方面自我约束很严格。
纲吉就任将军后随即解除忠清大老一职。正在其重审越后骚动的过程中，忠清突然暴毙，距离其卸任仅仅一年。这使得纲吉怀疑忠清是自杀的，甚至固执地下令开棺验尸。和酒井家有亲戚关系的藤堂高久等人极力苦谏这才作罢。因此有人认为忠清并非是正常死亡的。但是实际上忠清的遗体是在前桥火葬的，因此开棺验尸的说法实为不实。
另外《中村雑記》中引用了一则忠清和稻叶正则的对比：忠清是个小个子而正则是个大个子；忠清爱开玩笑，喜欢娱乐活动；正则不苟言笑，热衷儒学。二人性格截然相反 。
《談海》第二十二卷中记载了宽文8年(1668年)老中对忠清的一则评价，称其为《大海》，意为“和柔宽厚” 。

### 轶事
享保6年(1721年)成书的《葛藤別紙》中记载了忠清的轶事。庆安4年(1651年)忠清上洛时，曾由板倉重宗的家臣务员做向导游览东山，途中见到了许多用以救助游民的小屋在施工。忠清了解这一情况以后说道：“真正的仁政，不是建造用于救助游民的小屋，而不应该是创造一个从一开始就不存在游民的世界吗？”这一说法的可信性存疑，但至少说明对忠清的评价并不是完全负面的。
根据《土芥寇讎記》中忠清之子忠举的条目记载，“父亲（忠清）好女色，经常召来公家女子共宿，让很多女子怀孕”。"然而此书的编纂推测是在纲吉统治时期，不可避免地受到了当时对忠清的评价的影响。另外书中记载“忠举跟其父不同，为一良将”，本书中對忠清刻薄的记述相当多。

## 家庭
- 梅光院(梅子)- 松平定纲 的女儿
  - 长女：龟姬- 藤堂高久正室
  - 长子: 忠明 (忠举)
- 青岸院- 姉小路公景 的女儿
  - 三女：千姫 、
  - 四女：松姫 - 松平赖常室 
  - 五女：长姫 - 水野胜种室 
  - 六女：纪伊姫 - 中川久通室 
  - 七女：奈阿姫 - 加藤泰恒室 
  - 三男：忠宽 
  - 八女：彦姫 - 松平信庸室 
  - 九女：与志姫 
  - 十女：石姫 
  - 三男：万千代 
  - 十一女：助姫
- 其他(庶出)
  - 次男：某人(大宝院)
  - 次女：久姬

## 脚注
1. ↑  福田（2000）、p.1
2. ↑  福田（2000）、p.2
3. ↑  福田千鶴『酒井忠清』115P
4. ↑  有栖川宮（高松宮）初代好仁親王的正室龜姬為結城秀康的孫女、德川秀忠的外孫女，不過好仁親王無男嗣，龜姬與幸仁親王沒有直接血緣關係
5. ↑  山本博文「宮将軍擁立説と綱吉」『徳川将軍と天皇』（p124 - p141）、福田千鶴『酒井忠清』
6. ↑  福田千鶴『酒井忠清』
7. ↑  福田千鶴『酒井忠清』240P